# Championnats du monde de cyclisme urbain

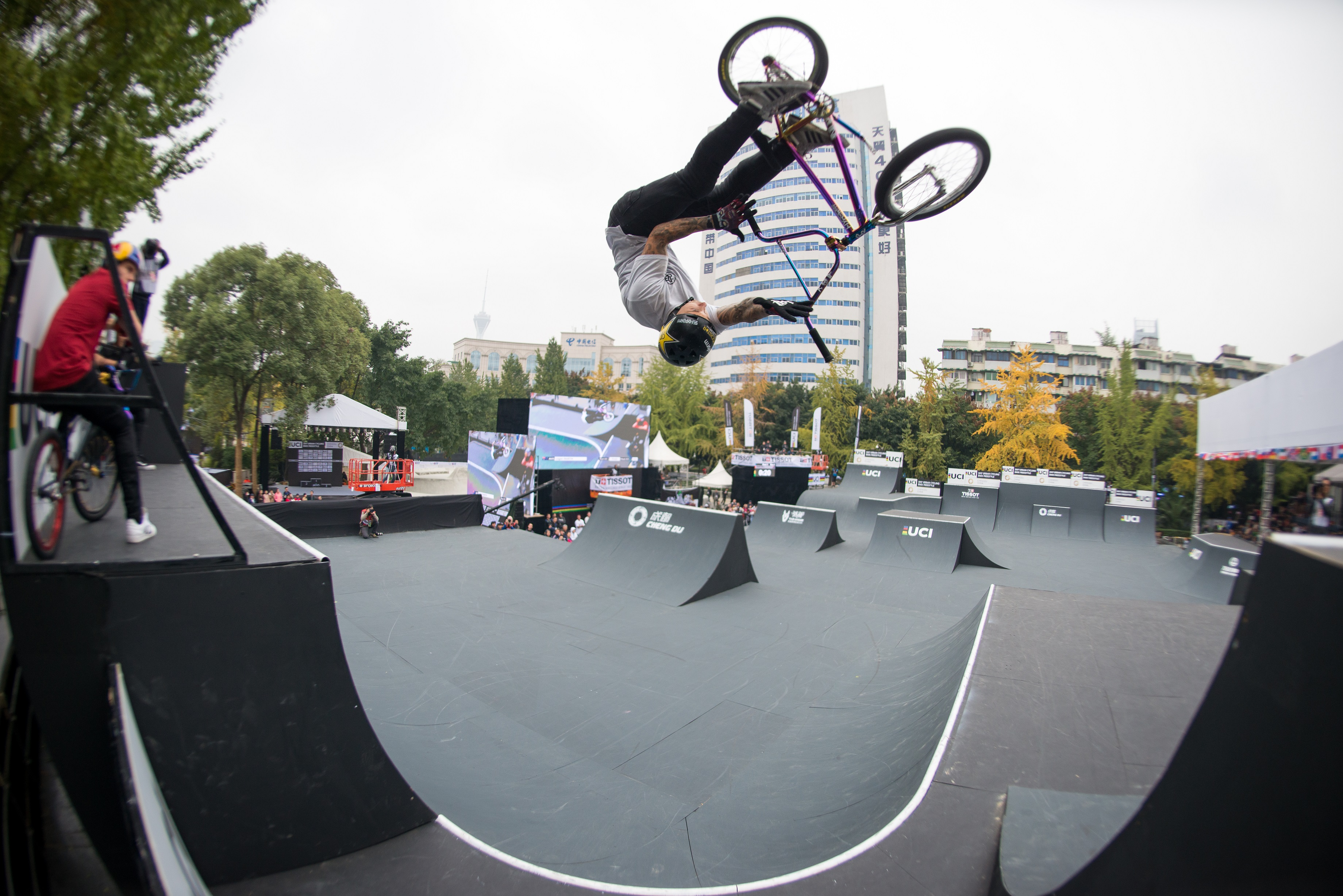
Logan Martin lors de l'épreuve de BMX freestyle des championnats du monde de cyclisme urbain 2017 à Chengdu.

Les championnats du monde de cyclisme urbain, officiellement Championnats du Monde Urban Cycling UCI, sont des championnats créés par l'Union cycliste internationale (UCI) en 2017 et rassemblant plusieurs disciplines dites de cyclisme urbain : le trial, le BMX Freestyle Park et le BMX Freestyle Flatland.
Ils se courent dans la catégorie masculine et féminine, et les gagnants reçoivent une médaille d'or et ont le droit de porter le maillot arc-en-ciel, pendant un an, dans les événements futurs de la même discipline.
L'UCI a signé un partenariat avec l'entreprise Wanda Sports pour l'organisation des trois premières éditions en Chine en 2017, 2018 et 2019.  

## Éditions
Les mondiaux 2020 sont annulés en raison de la pandémie de covid-19 alors que l'édition 2023 prend part à la première édition des championnats du monde de cyclisme UCI.
| Année | Pays                           | Ville                          |
| ----- | ------------------------------ | ------------------------------ |
| 2017  | Chine                          | Chengdu                        |
| 2018  | Chine                          | Chengdu                        |
| 2019  | Chine                          | Chengdu                        |
| 2020  | Annulés (pandémie de Covid-19) | Annulés (pandémie de Covid-19) |
| 2021  | France                         | Montpellier                    |
| 2022  | Émirats arabes unis            | Abou Dabi                      |
| 2023  | Grande-Bretagne                | Glasgow                        |
| 2024  | Émirats arabes unis            | Abou Dabi                      |
| 2025  | Afrique du Sud                 | Riyad                          |
| 2026  | Afrique du Sud                 | Riyad                          |
| 2027  | France                         | Haute-Savoie                   |
| 2028  | Indonésie                      | Jakarta                        |
| 2029  | Indonésie                      | Jakarta                        |

## Épreuves
Les championnats du monde de cross-country éliminatoire et de trial ont déjà été disputés lors des championnats du monde de VTT et trial. Les championnats du monde de BMX Freestyle n'avaient pas encore été disputés, cette discipline ayant reçu le statut de Coupe du Monde par l'UCI en 2016. En 2017 et 2018, c'est le BMX Freestyle Park, un enchaînement de figures sur différents modules de skatepark, qui intègre les mondiaux. En 2019, le BMX Freestyle Flatland (ou Flat) fait à son tour son apparition aux championnats du monde de cyclisme urbain, où il remplace le cross-country éliminatoire, qui dispose d'un championnat du monde UCI dédié. En 2021, les épreuves de trial sont organisés séparément en raison de la pandémie de Covid-19.
| Epreuve                    | 2017 | 2018 | 2019 | 2020 | 2021 | 2022 | 2023 | 2024 |
| -------------------------- | ---- | ---- | ---- | ---- | ---- | ---- | ---- | ---- |
| Cross-country éliminatoire | X    | X    |      |      |      |      |      |      |
| Trial                      | X    | X    | X    |      |      | X    | X    | X    |
| BMX freestyle Park         | X    | X    | X    |      | X    | X    | X    | X    |
| BMX freestyle Flatland     |      |      | X    |      | X    | X    | X    | X    |

## Palmarès
| - BMX freestyle Flatland - Hommes - Femmes - BMX freestyle Park - Hommes - Femmes | - Trial - Hommes, 20 pouces - Hommes, 26 pouces - Femmes - Par équipes |